# Яніс Андерсонс
Яніс Андерсонс (латис. Jānis Andersons; 7 жовтня 1986, м. Рига, Латвія) — латвійський хокеїст, захисник. Виступає за «Динамо» (Рига) у Континентальній хокейній лізі.
Виступав за «Призма» (Рига), ХК «Рига 2000», АІК (Стокгольм), ХК «Альмтуна», ХК «Всетін», ХК «Тржинець», «Гавіржов Пантерс», «Дукла» (Їглава), ХК «Шумперк», «Динамо» (Рига), «Металургс» (Лієпая).
У складі національної збірної Латвії учасник чемпіонатів світу 2010 і 2011. У складі молодіжної збірної Латвії учасник чемпіонатів світу 2005 (дивізіон I) і 2006. У складі юніорської збірної Латвії учасник чемпіонатів 2003 (дивізіон I) і 2004 (дивізіон I).